# Super Basketball League
La Super Basketball League o SBL è una lega professionistica di pallacanestro di Taiwan. Fu fondata nel 2003.

## Albo d'oro
| Stagione  | Vincitore                      | Secondo Posto      | Terzo Posto                       |
| 2003-2004 | Yulon Dinos                    | Sina Lions         |                                   |
| 2004-2005 | Yulon Dinos                    | Dacin Tigers       |                                   |
| 2005-2006 | Yulon Dinos                    | Taiwan Beer        | Dacin Tigers                      |
| 2006-2007 | Taiwan Beer                    | Dacin Tigers       | Template:Basket Videoland Hunters |
| 2007-2008 | Taiwan Beer                    | Yulon Dinos        | Template:Basket dMedia Genies     |
| 2008-2009 | Dacin Tigers                   | Taiwan Beer        |                                   |
| 2009-2010 | Yulon Luxgen Dinos             | Dacin Tigers       |                                   |
| 2010-2011 | Taiwan Beer                    | Dacin Tigers       |                                   |
| 2011-2012 | Pauian Archiland               | Dacin Tigers       |                                   |
| 2012-2013 | Pauian Archiland               | Dacin Tigers       |                                   |
| 2013-2014 | Pauian Archiland               | Taiwan M. Leopards |                                   |
| 2014-2015 | Pauian Archiland               | Taiwan Beer        |                                   |
| 2015-2016 | Taiwan Beer                    | Pauian Archiland   |                                   |
| 2016-2017 | Dacin Tigers                   | Yulon Luxgen Dinos |                                   |
| 2017-2018 | Pauian Archiland               | Fubon Braves       |                                   |
| 2018-2019 | Fubon Braves                   | Taiwan Beer        |                                   |
| 2019-2020 | Taiwan Beer                    | Yulon Luxgen Dinos |                                   |
| 2020-2021 | Taiwan Beer Yulon Luxgen Dinos |                    | Bank of Taiwan                    |
| 2021-2022 | Bank of Taiwan                 | Taiwan Beer        | Yulon Luxgen Dinos                |
| 2022-2023 | Yulon Luxgen Dinos             | Bank of Taiwan     | Taiwan Beer                       |
| 2023-2024 | Yulon Luxgen Dinos             | Taiwan Beer        | Bank of Taiwan                    |
| 2024-2025 | Yulon Luxgen Dinos             | Bank of Taiwan     | Taiwan Beer                       |

## Vittorie per club
| Club               | Titolo | Città   | Anno                             |
| ------------------ | ------ | ------- | -------------------------------- |
| Yulon Luxgen Dinos | 8      | Miaoli  | 2004-2006, 2010, 2021, 2023-2025 |
| Taiwan Beer        | 6      | Taipei  | 2007-2008, 2011, 2016, 2020-2021 |
| Pauian Archiland   | 5      | Taoyuan | 2012-2015, 2018                  |
| Dacin Tigers       | 2      | Taipei  | 2009, 2017                       |
| Bank of Taiwan     | 1      | Taipei  | 2022                             |
| Fubon Braves       | 1      | Taipei  | 2019                             |